# Alone in the Universe
| 총 점수             | 총 점수 |
| 출처                | 점수    |
| ------------------- | ------- |
| AnyDecentMusic?     | 6.8/10  |
| 메타크리틱          | 75/100  |
| 평가 점수           |         |
| 출처                | 점수    |
| AllMusic            | [ 3 ]   |
| American Songwriter | [ 4 ]   |
| Classic Rock        | 9/10    |
| The Independent     | [ 6 ]   |
| Música Nueva        | [ 7 ]   |
| Pitchfork           | 6.3/10  |
| Rolling Stone       | [ 9 ]   |
| Slant Magazine      | [ 10 ]  |

《Alone in the Universe》는 영국의 록 밴드 일렉트릭 라이트 오케스트라(ELO)의 열세 번째 스튜디오 음반이며, "제프 린스 ELO(Jeff Lynne's ELO)" 명의로 처음 발표된 음반이다. 이 명칭은 ELO의 이름을 사용하여 투어를 진행하던 트리뷰트 및 모방 밴드들에 대응하기 위해 제프 린이 사용하기 시작하였다. 2015년 11월 13일에 발매된 이 음반은 2001년 발표된 《Zoom》 이후 그룹 명의로 발표된 첫 번째 오리지널 신보이며, 1986년 원래 밴드가 해체된 이후 발표된 두 번째 음반이기도 하다.
이 음반은 대체로 호평을 받았으며, 《빌보드》 톱 록 음반 차트에서 2위, 영국 음반 차트에서 4위를 기록하였다. 영국에서는 플래티넘 인증을 받았다. 이후 2019년 11월 1일, 후속 음반 《From Out of Nowhere》가 발매되었다.

## 배경 및 녹음
ELO는 1986년에 원래 해체되었다. 2001년, 공동 설립자인 제프 린은 ELO 명의로 발표된 마지막 오리지널 스튜디오 음반 《Zoom》을 홍보하기 위한 새로운 투어를 계획하며 밴드의 재결성을 시도했지만, 낮은 티켓 판매로 인해 투어는 취소되었다. 이후 린은 프리랜서 음반 프로듀서로 활동을 이어갔다. 몇 년 후, BBC DJ 크리스 에반스는 린을 라디오 방송에 초대하였고, 청취자들의 지지를 바탕으로 다시 투어에 나설 것을 권유했다. 린은 2012년에 발표한 솔로 커버 음반 《Long Wave》의 녹음 과정에서도 영감을 받았는데, 이 음반에 수록된 전통 팝 스탠다드 곡들의 "모험적인" 특성이 그의 작곡 활동에 영향을 주며 보다 실험적인 접근을 시도하게 만들었다.
이후 그룹은 2014년 9월, 하이드 파크에서 "제프 린스 ELO" 명의로 단 한 차례 공연을 가졌다. 원래 ELO 멤버들 중에서는 제프 린만이 유일한 창립 멤버로 참여했으며, 밴드의 베테랑 키보디스트 리처드 탠디가 그를 동행했다. 린은 공동 창립자인 베브 베번과 약 30년 동안 연락을 하지 않았다고 밝히며, "리처드는 내 인생의 동반자 같은 존재입니다. 그는 훌륭한 뮤지션이고, 뛰어난 피아노 연주자이며, 나는 그의 존재 자체를 정말 좋아합니다."라고 언급했다. 《Alone in the Universe》는 린의 자택 스튜디오인 번갈로 팰리스에서 약 18개월에 걸쳐 녹음되었다. 린은 대부분의 악기 연주를 직접 맡았으며, 음반 제작에 참여한 유일한 다른 인물은 두 명뿐이었다. 제프 린의 딸인 로라 린은 〈Love and Rain〉과 〈One Step at a Time〉에서 백보컬로 참여했고, 음반의 엔지니어인 스티브 제이는 셰이커와 탬버린을 연주했다.
2015년 9월 24일, 《Alone in the Universe》의 발매가 공식 발표되었다. 이전 ELO 스튜디오 음반인 《Zoom》 이후로 무엇을 해왔는지 묻는 기자의 질문에 제프 린은 농담조로 "모르겠어요. 술을 좋아하거든요. 여러 가지를 했죠. 근데 뭘 했는지 기억이 안 나네요."라고 답했다.

## 곡 목록
모든 곡들은 제프 린이 작사/작곡하였다.
| #   | 제목                          | 재생 시간 |
| --- | ----------------------------- | --------- |
| 1.  | 〈When I Was a Boy〉          | 3:13      |
| 2.  | 〈Love and Rain〉             | 3:30      |
| 3.  | 〈Dirty to the Bone〉         | 3:06      |
| 4.  | 〈When the Night Comes〉      | 3:22      |
| 5.  | 〈The Sun Will Shine on You〉 | 3:30      |
| 6.  | 〈Ain't It a Drag〉           | 2:34      |
| 7.  | 〈All My Life〉               | 2:50      |
| 8.  | 〈I'm Leaving You〉           | 3:07      |
| 9.  | 〈One Step at a Time〉        | 3:22      |
| 10. | 〈Alone in the Universe〉     | 3:54      |

## 인증
| 국가                               | 인증     | 판매량/출하량 |
| ---------------------------------- | -------- | ------------- |
| 영국 (BPI)                         | 플래티넘 | 300,000       |
| 판매량+스트리밍을 기반으로 한 인증 |          |               |